# Palác navarrských králů (Estella)
Palác navarrských králů, španělsky Palacio de los Reyes de Navarra nebo také Palacio de los Duques de Granada de Ega v Estelle (Navarra, Španělsko), je jediná existující civilní románská stavba v Navaře, spolu se sýpkami v Iratxeta. Původní funkce stavby je nejasná, navarrská vláda ji získala v roce 1954.

## Popis
Románská budova postavená ve druhé polovině 12. století se nachází na Plaza de San Martin a rohu ulice svatého Mikuláše, staré trase poutníků.
Nejvýznamnějším prvkem je hlavní průčelí. Skládá se ze dvou pater, která jsou rozdělena jednoduchou římsou. Spodní část je galerie ze čtyř oblouků rámovaná sloupy připojenými ke zdi, zdobenými na hlavicích rostlinnými a figurálními motivy. Je zde vyobrazen příběh Rolanda a Ferraguta a scéna z pekla.
Druhé patro má čtyři velká okna, z nichž každé je rozděleno na čtyři mírně lomenými oblouky, které spočívají na jemných sloupcích. Nad nimi je římsa s krakorci. Věž je třípatrová a byla přistavěna v 16. století.
14. června 1991 zde bylo otevřeno Museo Gustavo de Maeztu. Místnosti muzea jsou umístěny v horních dvou patrech budovy.
Roku 1931 byl prohlášen španělskou kulturní památkou.

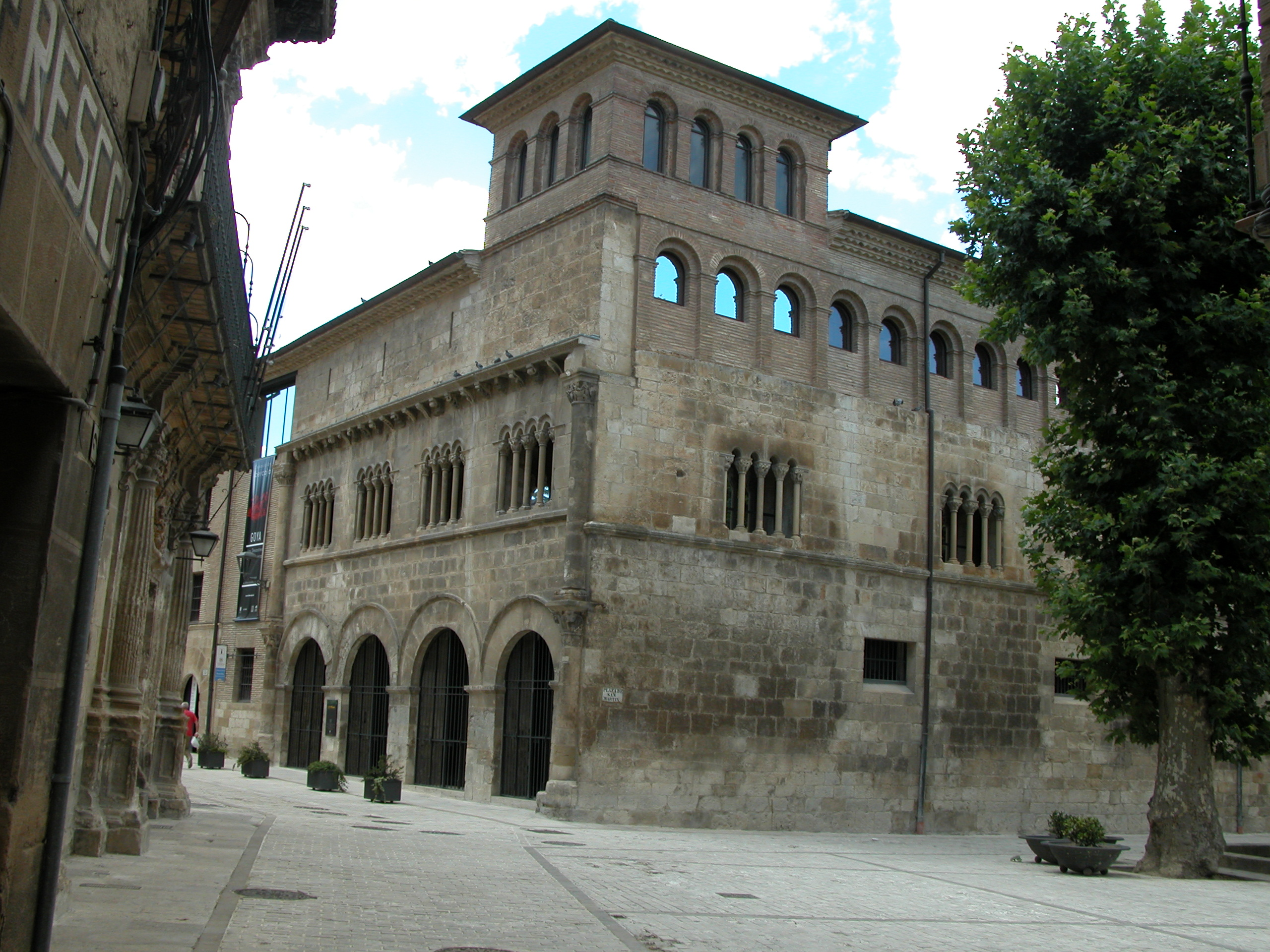
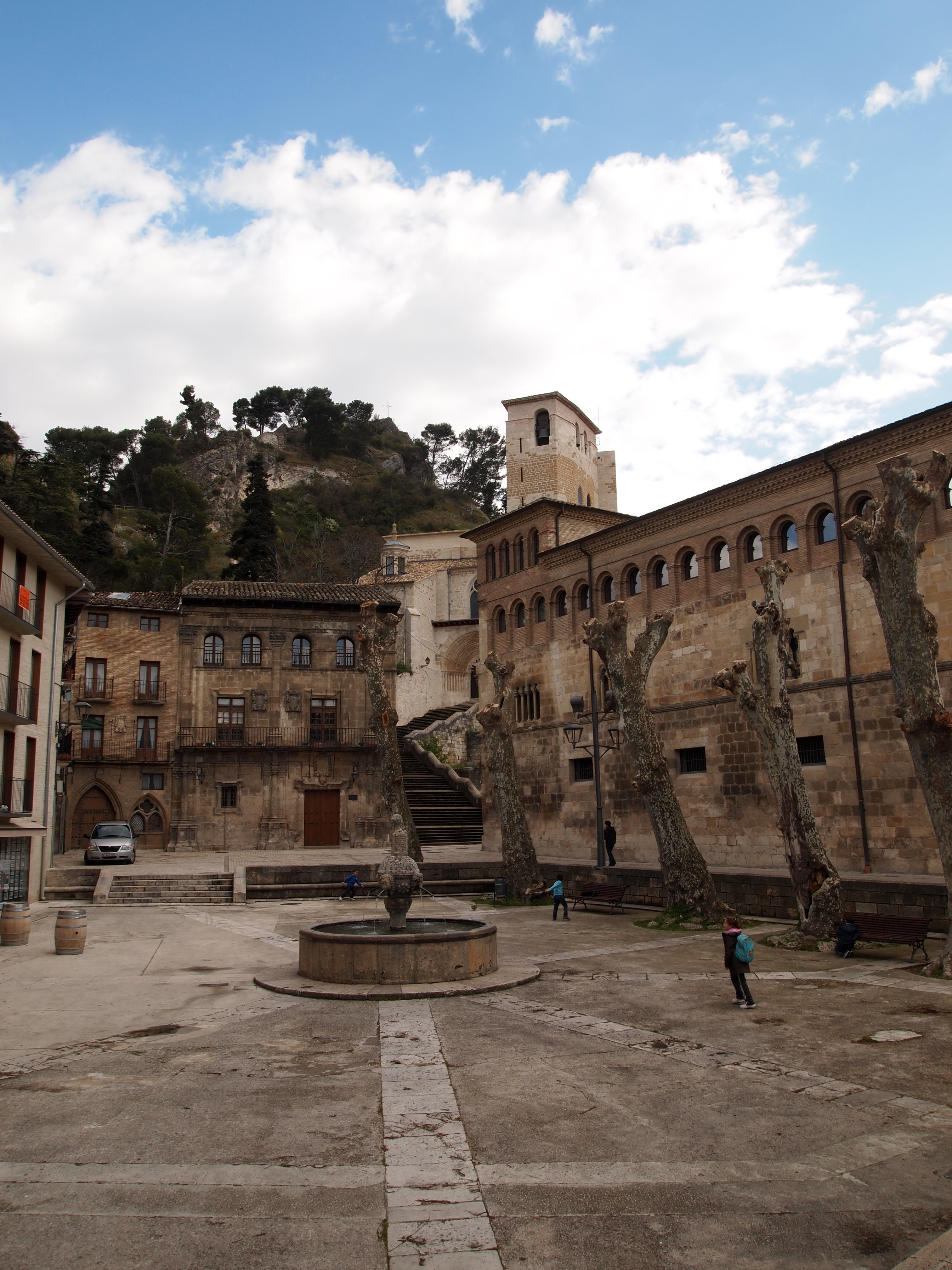
Budova ze strany náměstí
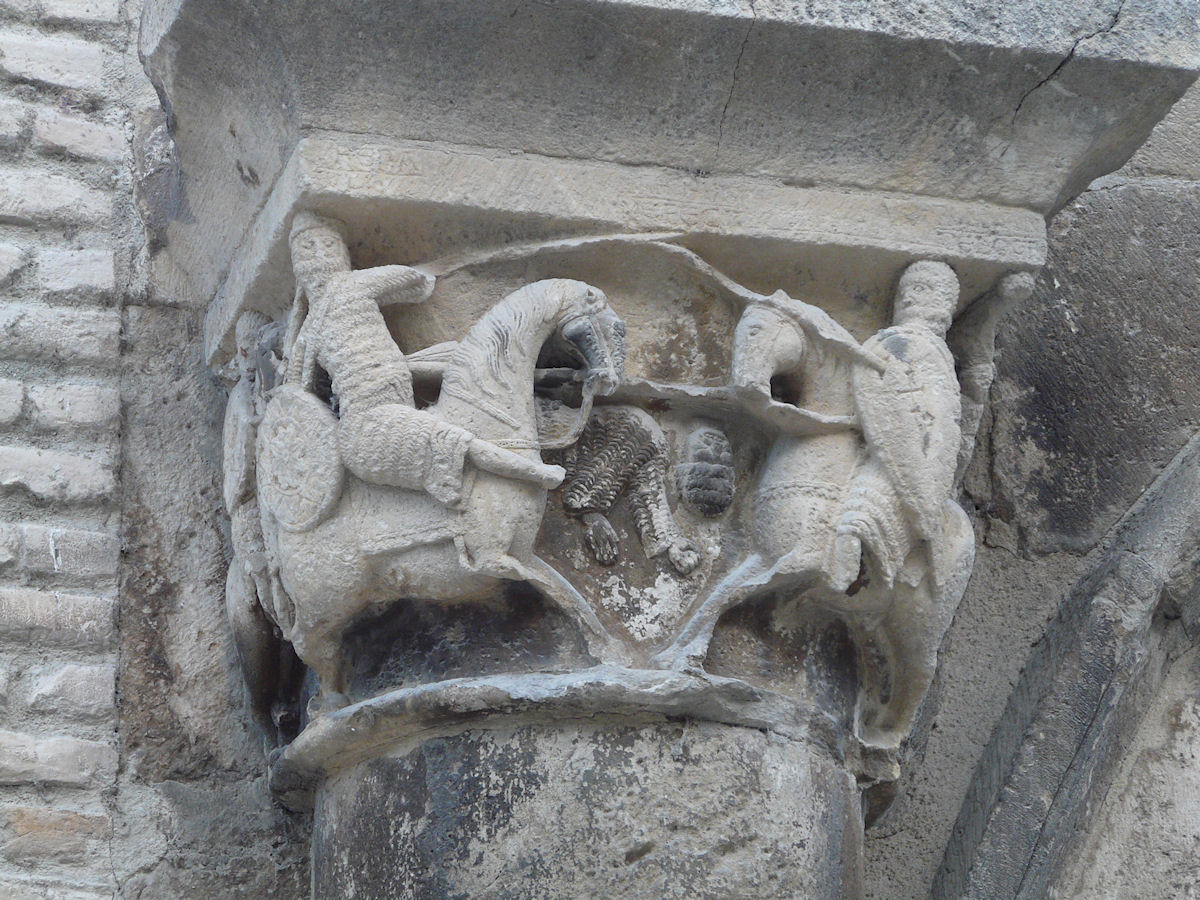
Hlavice sloupu